# Міхал Гворецький
Мі́хал Гво́рецький (словац. Michal Hvorecký; *29 грудня 1976, Братислава) — словацький письменник та публіцист.

## Біографія
Навчався в Інституті літератури та мистецької комунікації Нітрянського університету.
2004 року взяв участь у міжнародному обміні письменників в Університеті Айови. Один із засновників Wilsonic — фестивалю сучасної музики, мистецтва і медія в Братиславі. Періодично дописує в літературні, культурні та політичні щоденні газети і журнали Словаччини, Чехії та Німеччини.
Його твори перекладено німецькою, польською, чеською, італійською та українською мовами. Мешкає в Братиславі.

## Твори

### Проза
- 1998 — Silný pocit čistoty, збірка оповідань
- 2001 — Lovci & zberači, збірка оповідань
- 2003 — Posledný hit, роман
- 2005 — Plyš, роман
- 2007 — Eskorta, роман
- 2008 — Pastiersky list, фейлетони
- 2017 — Trol, роман

### Переклади
- 2000 — Як Вомак: Ambient

- 2017 — Троль / пер. укр. Галина Малик  — К. : Знання, 2018.  — 159 с.  — (Голоси Європи).  — ISBN 978-617-07-0603-4